# Steve Kuberski
Stephen Paul Kuberski, detto Steve (Moline, 6 novembre 1947), è un ex cestista statunitense, professionista nella NBA.

## Carriera
Venne selezionato dai Boston Celtics al quarto giro del Draft NBA 1969 (52ª scelta assoluta).

## Palmarès
- Campionato NBA: 2

Boston Celtics: 1974, 1976